# Nàng Bình Khương
Nàng Bình Khương theo tương truyền là người đã đập đầu vào thành đá thành nhà Hồ để kêu oan và chết cùng chồng. Bà sống vào thời nhà Trần. Sau này, năm 1903 bà được nhà Nguyễn phong cho 4 chữ "Tiết liệu khả phong". Chồng bà là Trần Công Sỹ là người được làm đốc công xây cửa phía đông của thành Tây Đô, nhưng do cứ xây gần xong lại bị sụt lún làm chậm tiến độ nên Hồ Quý Ly nghi ông cố tình tạo phản nên đem giết.

## Lịch sử
Không rõ về cái chết của Trần Công Sỹ, có giả thuyết cho rằng ông bị chôn vào chân thành hay vùi thân bên chân thành. Sau khi nghe tin chồng chết, biết chồng bị oan nên đã đập đầu vào tường thành cùng chồng. Đến đời vua Đồng Khánh nhà Nguyễn người ta nghe tin đồn về dấu tay và đầu nàng Bình Khương qua 500 năm vẫn còn in rõ trên phiến đá tường thành, nên khách xa gần hiếu kì tìm về đây rất đông. Viên hào lý trong làng Đông Môn lo ngại tiếng đồn ngày càng vang xa sẽ gây nhiều phiền nhiễu nên thuê thợ về đục cả phiến đá đem chôn. Nhưng sau khi đục xong phiến đá ấy, người thợ bỗng nhiên mắc bệnh lạ và chết, rồi viên hào lý cũng lăn đùng ra chết không rõ nguyên nhân. Bấy giờ, Tri phủ Đoàn Thước nghe tin, sai lính tìm bằng được và đào phiến đá đó lên, lắp đúng vào chỗ cũ và khắc dòng chữ "Trần triều Cống Sinh - Bình Khương nương, phu nhân tri thạch" (nghĩa là: Tảng đá này ghi dấu vết của nàng Bình Khương, là nương tử của ông Cống Sinh, triều nhà Trần. Tri phủ lại dựng thêm một phiến đá ở chân thành, nơi xưa kia Cống Sinh bị chôn lấp, trên đó cũng khắc một dòng chữ "Trần triều Cống Sinh - Bình Khương phu quân chi biếm" (nghĩa là: Nơi chôn lấp chồng bà Bình Khương, là Cống Sinh triều Trần. Sau đó nhân dân lập đền thờ bà ngay sát chân thành nhà Hồ về phía đông, ngày nay ở làng Đông Môn, xã Vĩnh Long, huyện Vĩnh Lộc, tỉnh Thanh Hóa.
Các nho sĩ các triều đình phong kiến sau này mượn câu chuyện tình của nàng Bình Khương để làm đề tài sáng tác thơ ca lên án Hồ Quý Ly, mà họ cho là tàn nhẫn, bất nhân, dùng mưu mẹo để cướp ngôi nhà Trần. Một số bài thơ được khắc lên bia dựng ở đền thờ của bà.